# Raymond Ciry
Raymond Ciry (né le 20 décembre 1898 à Toulouse et mort le 25 juin 1978 à Dijon) est un spéléologue français. 
Il est surtout connu pour l'impulsion qu'il donna au renouveau de la spéléologie bourguignonne.

## Biographie
Raymond est né en 1898 à Toulouse ; il est décédé en 1978.
Il passe son diplôme d'ingénieur chimiste à Toulouse. Puis il s'oriente vers la géologie et les sciences naturelles, sous l'influence notamment du professeur Charles Jacob. Il est nommé, en 1944, professeur de géologie à l'université de Dijon. Membre du Conseil d'administration de cet établissement, il en est nommé doyen en 1958 et exerce cette charge pendant six ans.
Il est président de la Société géologique de France en 1967.
Il s'intéresse notamment à la micropaléontologie et à la sédimentologie ; en particulier, il étudie l'influence du Quaternaire sur les cavités. Il est peut-être influencé en cela par  Ernest Chapus et aussi par son beau-père le biospéologue Louis Fage. Après avoir mis en évidence le permafrost des derniers stades glaciaires du Pléistocène, il décrit l'influence du périglaciaire sur la morphogenèse et la spéléogenèse des plateaux bourguignons.

## Activités spéléologiques
Dans le domaine de la spéléologie, il développe la spéléologie moderne en Bourgogne.
Il décrit notamment les phénomènes souterrains particuliers qui se développent dans la frange superficielle affectée par le gel et le dégel, qu'il appelle « grottes cutanées ». Il est le premier à souligner l'importance de ces réseaux totalement indépendants des réseaux karstiques profonds.
Pour mener à bien ces travaux, il s'appuie sur le Spéléo-club de Dijon dont il est un des fondateurs. Il en est le président de 1962 à 1971.
Il relance les travaux spéléologiques en Côte d'Or : Réseau du Creux-du-Soucy, Combe au Prêtres, gouffre de la Combe Miollans, etc.
Il impulse aussi des travaux en Espagne : Réseaux de la Peña Lavalle, dans les monts Cantabriques.
Le doyen Ciry a été membre de différentes commissions scientifiques traitant de spéléologie, au sein de plusieurs organismes français : le Centre national de recherche scientifique (CNRS), l'Union internationale de spéléologie (UIS), la Commission de datation des grottes. Il présida de nombreux jurys de thèses concernant la spéléologie.
Il est l'organisateur et le président du neuvième Congrès national de spéléologie à Dijon, en 1970. 

## Œuvres
- Ciry, R. (1959) : Une catégorie spéciale des cavités souterraines, les grottes cutanées in Annales de Spéléologie (Moulis), tome XIV, fascicule 1-2, pages 23-30.

## Sources
- « Les grandes figures disparues de la spéléologie française », Spelunca(Spécial Centenaire de la Spéléologie), no 31,‎ juillet-septembre 1988, p. 41-42
- Delanghe, Damien, Médailles et distinctions honorifiques (document PDF), in : Les Cahiers du CDS no 12, mai 2001.
- Association des anciens responsables de la fédération française de spéléologie : In Memoriam.
- Buffard, R. (1980) : Le doyen Ciry (1898 - 1978) in Sous le plancher (Dijon), fascicule 1-4, pages 3-6.
- Tintant, H. (1979) : Hommage au doyen Ciry - Raymond Ciry (1898- 1978), in Mémoire de l'Académie de Dijon, tome CXXIII (bibliographie).